# Leptacis ariadne
Leptacis ariadne (лат.) — вид платигастроидных наездников из семейства Platygastridae. Европа: Дания.

## Описание
Мелкие перепончатокрылые насекомые (длина 1,0 мм). Основная окраска чёрная, коричневая (абдоминальные сегменты A6—A10) и красновато-жёлтая (жвалы и ноги). Усики 10-члениковые. Брюшко немного длиннее мезосомы (19:18) и почти такой же ширины. Первый тергит T1 почти равен длине, гладкий, с многочисленными длинными белыми волосками, особенно по бокам. Т2 почти гладкий, с очень короткими и нечеткими базальными ямками; T3—T7 со слабой микроскульптурой и очень тонкими волосками. Сходен с видами Leptacis orchymonti и Leptacis cotyphe. Вид был впервые описан в 1999 году датским энтомологом Петером Булем (Peter Neerup Buhl, Дания).